# Nicolás Casariego

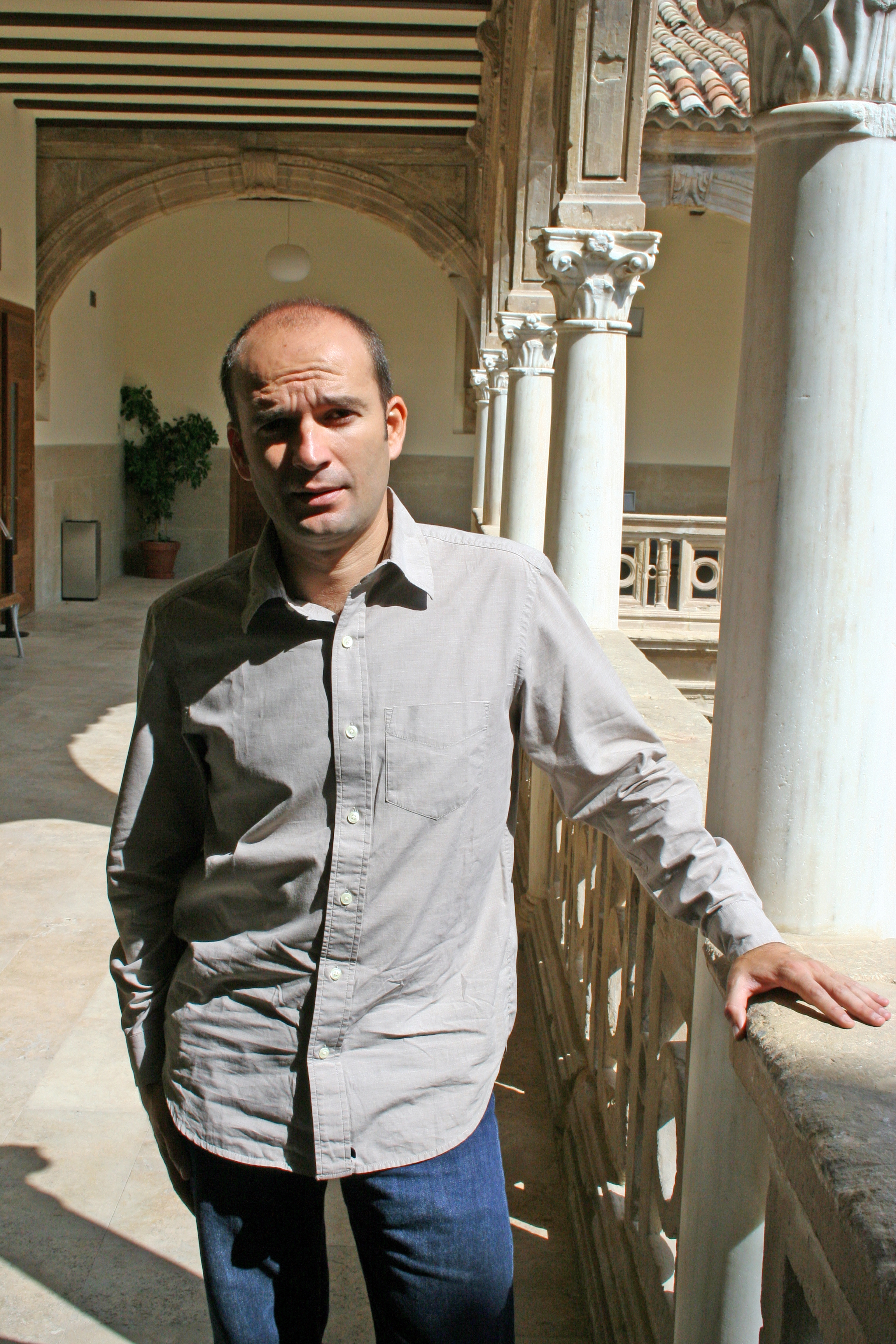
Nicolás Casariego (2007)

Nicolás Casariego (* 1970 in Madrid, Spanien) ist ein spanischer Schriftsteller und Drehbuchautor.

## Leben
Nicolás Casariego wurde als Sohn des Architekten und Malers Pedro Casariego Hernández-Vaquero und einer Farbexpertin geboren. Nach seinem Abschluss in Internationale Beziehungen an der EBS Universität für Wirtschaft und Recht wurde er wie seine beiden älteren Brüder Pedro und Martín Casariego Schriftsteller. Mit dem Roman Dime cinco cosas que quieres que te haga debütierte er 1998 als Schriftsteller und mit der leichten Komödie Y decirte alguna estupidez, por ejemplo, te quiero im Jahr 2000 als Drehbuchautor.

## Werke (Auswahl)
- 1998: Dime cinco cosas que quieres que te haga
- 1998: La noche de las doscientas estrellas
- 2000: Héroes y antihéroes en la literatura
- 2005: Cazadores de luz
- 2007: Lo siento, la suma de colores da negro
- 2007: Marquitos detective
- 2009: Marquitos Caballero
- 2010: Antón Mallick quiere ser feliz

## Filmografie
- 2000: Y decirte alguna estupidez, por ejemplo, te quiero
- 2001: ¿Tú qué harías por amor?
- 2011: Intruders
- 2023: Die Schneegesellschaft (La sociedad de la nieve)